# 동구·남구 을
광주 동구·남구 을은 대한민국의 국회의원 선거구이다. 광주광역시 동구 전역과 남구 일부를 관할한다. 현 지역구 국회의원은 더불어민주당의 안도걸이다.

## 역사
2016년 대한민국 제20대 국회의원 선거를 앞두고 동구 선거구의 인구가 하한선 밑으로 내려감에 따라 남구 선거구의 일부 지역과 하나의 선거구를 구성하게 되면서 신설되었다. 신설 당시 동구 전 지역과 남구 양림동, 방림동, 사직동, 백운동이 관할 구역이 되었으며 나머지 남구 지역은 동구·남구 갑 선거구가 되었다.

## 관할 구역
| 대수  | 관할 구역                                                         |
| ----- | ----------------------------------------------------------------- |
| 20대~ | 동구 전역 남구 양림동, 방림1동, 방림2동, 사직동, 백운1동, 백운2동 |

## 역대 국회의원
| 선거   | 정당 | 정당         | 의원   |
| ------ | ---- | ------------ | ------ |
| 2016년 |      | 국민의당     | 박주선 |
| 2020년 |      | 더불어민주당 | 이병훈 |
| 2024년 |      | 더불어민주당 | 안도걸 |

## 역대 선거 결과

### 대한민국 제20대 국회의원 선거
|  | 54.70% |

|  | 39.44% |

|  | 3.07% |

|  | 2.77% |

### 대한민국 제21대 국회의원 선거
|  | 72.27% |

|  | 15.02% |

|  | 10.10% |

|  | 2.00% |

|  | 0.58% |

### 대한민국 제22대 국회의원 선거
|  | 70.16% |

|  | 16.15% |

|  | 8.62% |

|  | 3.38% |

|  | 1.66% |